# Marin Mema
Marin Mema (* 22. März 1981 in Tirana) ist ein albanischer Journalist und ehemaliger Fußballspieler. Er ist Journalist für den Fernsehsender Top Channel und schreibt für die Gazeta Shqiptare. Oft arbeitet er zusammen mit seiner Frau, der Historikerin Elena Kocaqi. Mema bezeichnete sich selbst als „Enthüllungsjournalisten“, der „politische Korruption“ sowie Menschenrechtsfragen aufdecken wolle. Er berichtet immer wieder über die Lage und die Geschichte von Albanern in den Nachbarstaaten Albaniens und ist Unterstützer einer albanischen Wiedervereinigung und weiteren von ethnischen Albanern bevölkerten Gebieten (Großalbanien).

## Leben
Marin begann mit neun Jahren bei Dinamo Tirana Fußball zu spielen. 1997 gehörte er der albanischen Jugend-Fußballnationalmannschaft an. Nach zwölf Jahren musste er jedoch den Sport aufgeben, da er an Verletzungen litt.
Im Juli 2003 schloss Mema ein Studium in Journalismus an der Universität Tirana ab.
Internationale Aufmerksamkeit erlangte er durch Recherchen in Griechenland. In den Jahren 2011 und 2012 berichtete ein kleines Team von Journalisten unter der Leitung von Mema aus Margariti, Kastoria, Florina und Filiates (frühere Çamëria). Sie versuchten zu klären, was aus dem Eigentum der vertriebenen und zum Teil ermordeten albanischen Çamen, die vom griechischen Staat enteignet worden waren, geworden ist. Weiter wollten sie Kontakt mit möglichen verbliebenen Çamen-Familien herstellen. Jedoch wurden die örtlichen Behörden der Polizei und Gemeinde auf das Team aufmerksam und erklärten diesem, in Margariti gäbe es insgesamt sechs albanische Familien, die jedoch nach 1990 als Arbeitsuchende eingewandert seien. Wegen dieses Umstands sähen die Behörden keinen Grund, weshalb die albanischen Journalisten weiter in Margariti bleiben sollten. Das Team um Mema wurde auf Schritt und Tritt verfolgt. In der albanischen Presse wurde dieser Vorfall schnell aufgenommen: Den griechischen Behörden wurde eine Verletzung der Pressefreiheit vorgeworfen. Aufgrund seiner Berichte wurde Mema im August 2012 die Einreise nach Griechenland verweigert. Er sei zur persona non grata erklärt worden, da er eine Gefahr für die Sicherheit Griechenlands darstelle. Dabei dürfen albanische Staatsangehörige seit 2010 visafrei in die Europäische Union einreisen. Der Sender Top Channel erklärte, er werde seinen Journalisten beistehen und der albanischen sowie griechischen Regierung um Aufklärung bitten. Auch der Europäischen Kommission für Menschenrechte würde der Vorfall gemeldet. Die Union der Journalisten von Albanien protestierte vor der griechischen Botschaft in Tirana gegen das Einreiseverbot. Mema wurde auch schon von serbischen Behörden angefeindet.
Auf Initiative von Mema sammelten albanische Auslandsvereinigungen in den Vereinigten Staaten 1.300.000 US-Dollar für die Opfer des Erdbeben in Albanien am 26. November 2019.